# Nowosiółki (gromada w powiecie tomaszowskim)
Nowosiółki – dawna gromada, czyli najmniejsza jednostka podziału terytorialnego Polskiej Rzeczypospolitej Ludowej w latach 1954–1972.
Gromady, z gromadzkimi radami narodowymi (GRN) jako organami władzy najniższego stopnia na wsi, funkcjonowały od reformy reorganizującej administrację wiejską przeprowadzonej jesienią 1954 do momentu ich zniesienia z dniem 1 stycznia 1973, tym samym wypierając organizację gminną w latach 1954–1972.
Gromadę Nowosiółki z siedzibą GRN w Nowosiółkach utworzono – jako jedną z 8759 gromad na obszarze Polski – w powiecie tomaszowskim w woj. lubelskim na mocy uchwały nr 16 WRN w Lublinie z dnia 5 października 1954. W skład jednostki weszły obszary dotychczasowych gromad Nowosiółki, Marysin, Wasylów, Poturzyn i Suszów ze zniesionej gminy Poturzyn w tymże powiecie. Dla gromady ustalono 13 członków gromadzkiej rady narodowej.
29 lutego 1956 do gromady Nowosiółki włączono kolonię Radków z gromady Telatyn w tymże powiecie.
1 stycznia 1962 gromadę zniesiono, włączając jej obszar do gromady Telatyn w tymże powiecie.